# 陳孟晟
陳孟晟（1422年—？年），字尚晦，直隸池州府銅陵縣坊市（今五松镇）人，明朝政治人物。

## 生平
景泰五年（1454年）考取进士，授大理寺评事，专门推断十分棘手的疑难案件。因政績卓著，升任云南按察司佥事。
陈孟晟在任按察佥事时，对待工作兢兢业业，但是自我要求非常严格，始终坚守清廉。他在对过去案件进行审核过程中，发现了很多错断的案件，于是将它们一一进行了平反。这些被平反案件的当事人非常感激，可是知道他十分清廉，都苦于无法报答。等到他任职期满要回到故里时，许多人来送别，其中那些被平反的人以为这时候送来一点财物他应该不会拒绝，于是带了很多礼物来拜访，可是都被陈孟晟拒绝在门外。他的惠政清风远近闻名，朝廷知道后给予了嘉奖，云南的老百姓更是对他十分爱戴，在他卸任一年后，还有人不远万里从云南赶到铜陵来感谢，也被他婉言谢绝。

## 身後
陳孟晟葬於长江江畔羊山矶，家乡曾立祠祭祀。

## 家族
曾祖陳彌堅，祖陳嗣良，父陳玥，母何氏；繼母李氏；繼母孫氏。